# 오륙도 SK뷰
오륙도 SK뷰(영어: ORUKDO SK VIEW)는 대한민국 부산광역시 남구 용호동에 위치한 고급 대단지 아파트이다. 최고 47층인 15개의 동으로 이루어져 있으며 총 3000세대이다. 본래 이곳은 한센병 환자들이 살던 한센병 환자촌이었는데 아파트가 건설되면서 상전벽해한 지역이기도 하다.
오륙도에 위치하고 있으며 15개동의 아파트와 상업시설으로 구성되어 있다. BIFC가 완공되기 전까지 부산 남구에서 가장 높은 건물이었다. 휘트니스센터, 골프장, 실내 수영장, 독서실 등 입주민 편의시설이 있으며 아파트 단지 내부에 상업시설이 있다. 주변에 오륙도 초등학교와 중학교가 있다.

## 역사
위에 서술되어 있듯 이곳은 한센병 환자들이 거주하던 곳이었으나 재개발 사업이 진행되어 SK건설에서 시공을 맡고 2004년 착공하여 47층의 고층 아파트가 건설되었다. 그러나 2008년 8월 입주 후 일각에서는 오륙도와 고층 아파트의 조화가 너무 부자연스럽다고 지적하기도 한다.

## 같이 보기
- SK뷰
- 오륙도
- 부산광역시의 마천루 목록